# يايبان
يايبان هي بلدة ومركز مقاطعة أوزبكستان في ولاية فرغانة في أوزبكستان.